# Carquefou

Carquefou este o comună în departamentul Loire-Atlantique, Franța. În 2009 avea o populație de 17,772 de locuitori.